# Orrefors glasbruk
Orrefors glasbruk var ett svenskt glasbruk i Orrefors, som grundades 1898 och stängdes 2013. Orrefors glasbruk ingick från 1990 i Orrefors Kosta Boda-koncernen.

## Bakgrund

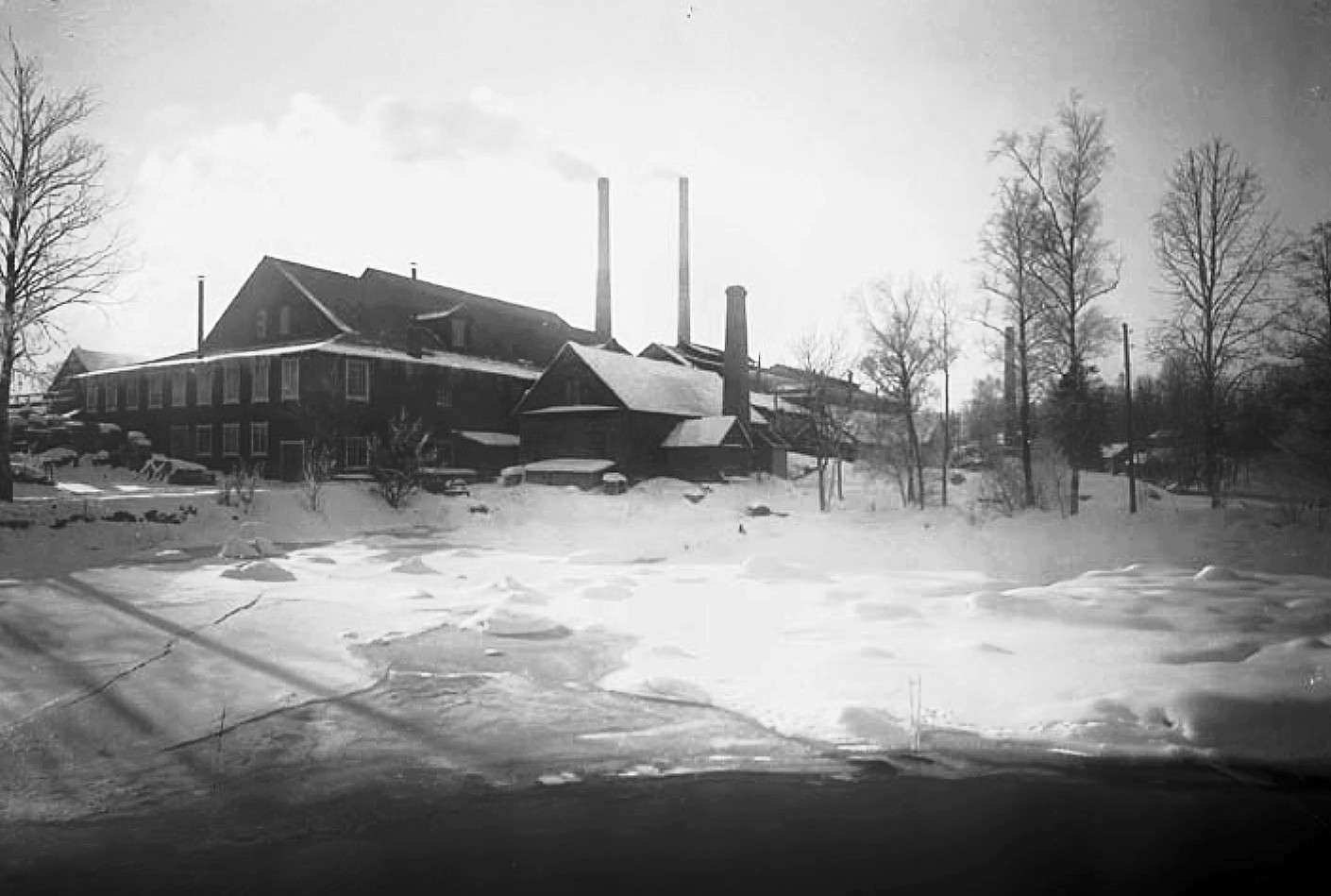
Orrefors glasbruk 1917.

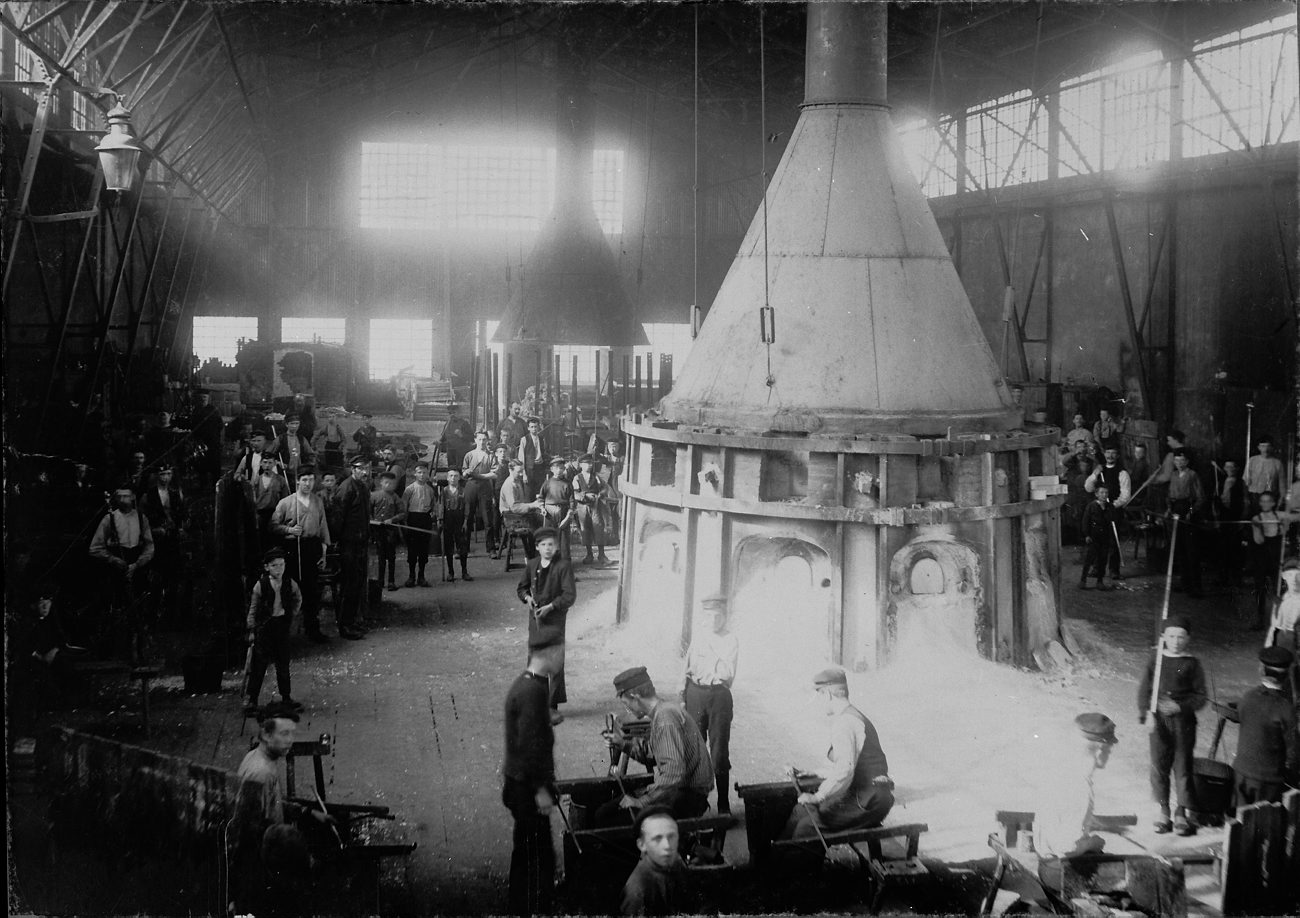
Fabrikshallen omkring 1900.

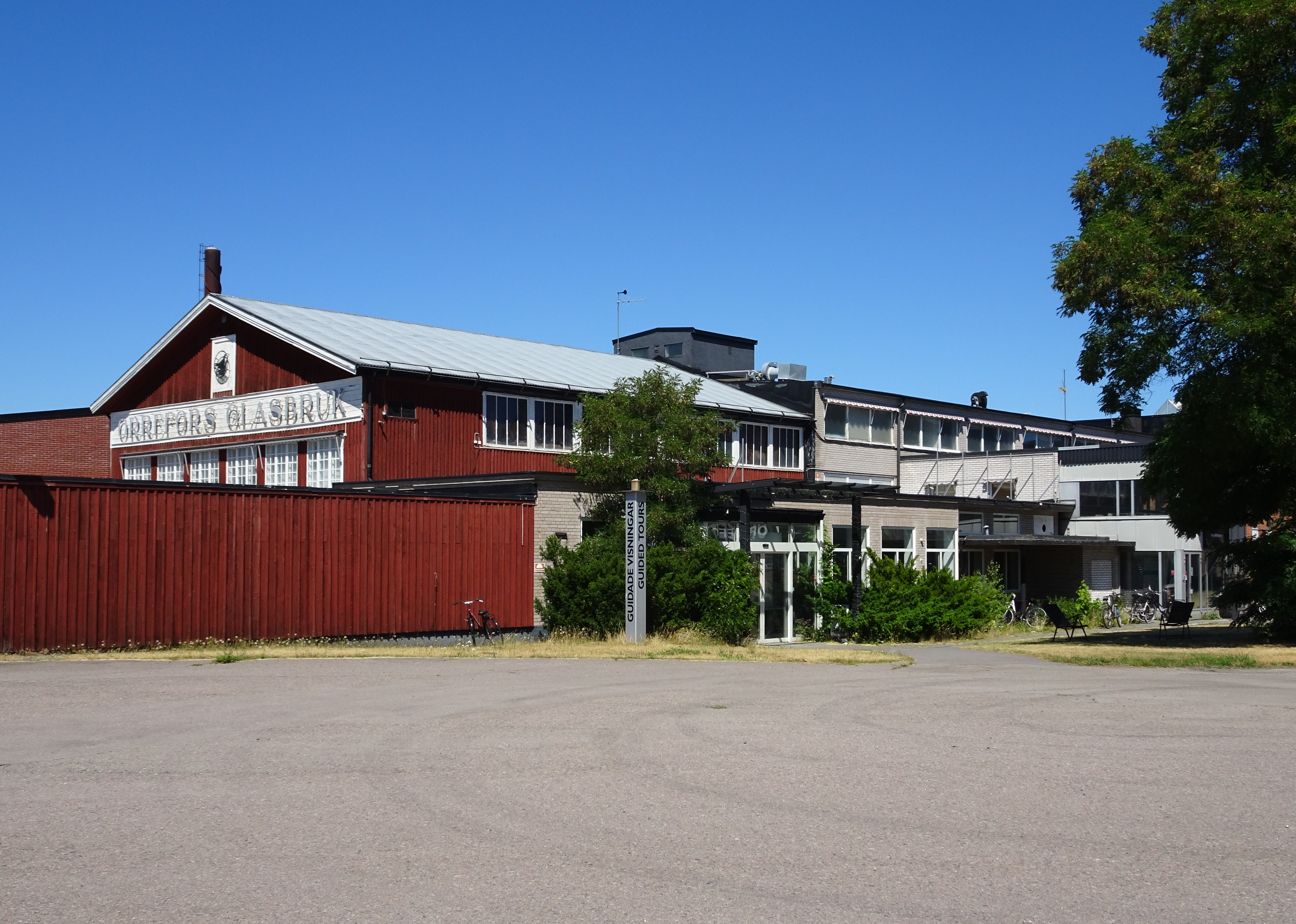
Brukets gamla byggnader, 2018.

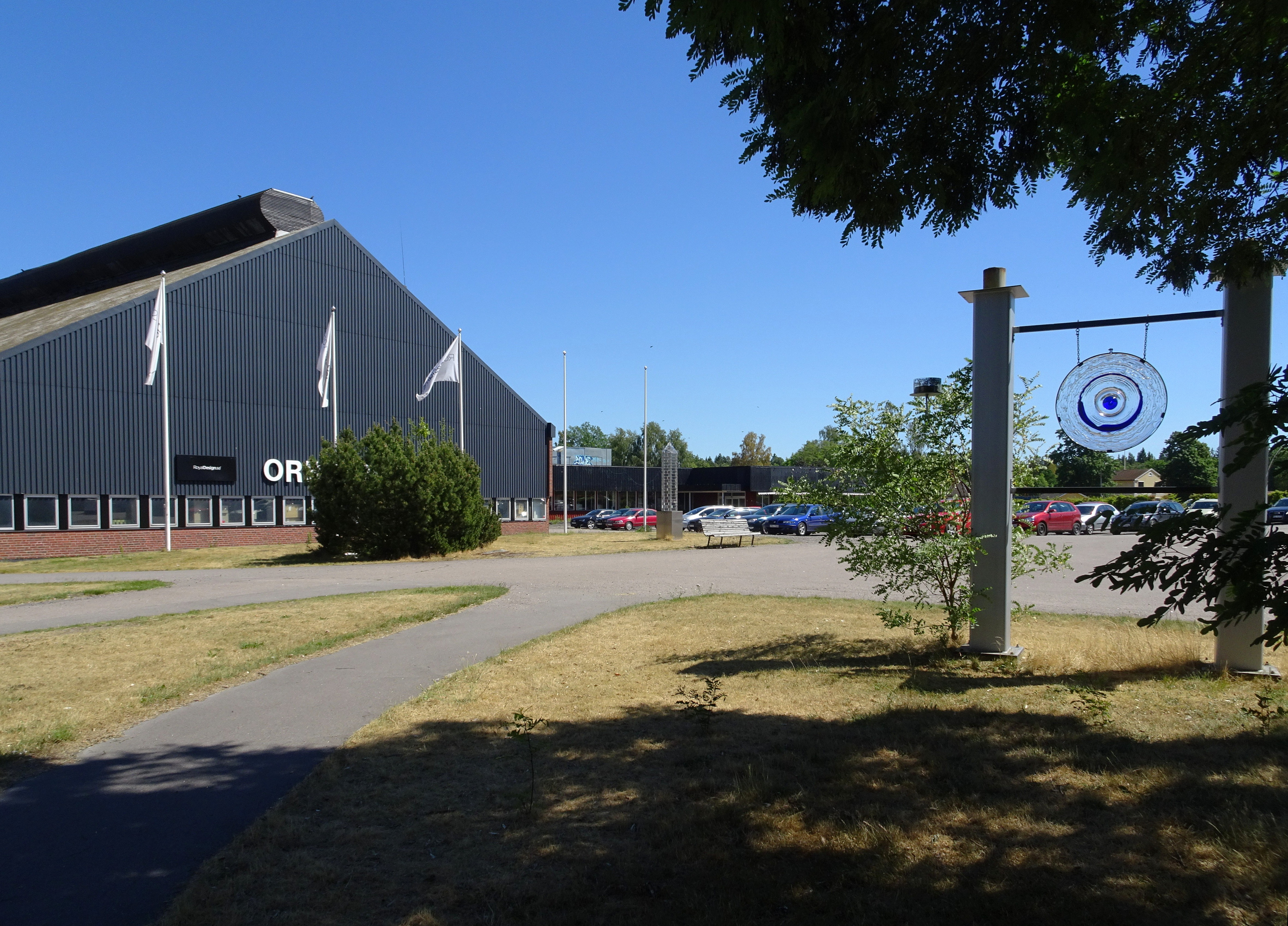
Orrefors i juni 2018.

Bruket grundades som järnbruk 1726 av Lars Johan Silfversparre. Namnet Orrefors kommer troligen från "Orra" i Orranässjön (med oklart ursprung) med tillägget "fors" från forsen där järnbruket byggdes. Det var vid tiden för grundandet en del av säteriet Orranäs (nämnt som  Arnanes 1538 och Ornanes 1539) vilken verksamhet Orrefors avskiljdes 1726 som bruk och egen verksamhet. Bruket hade stångjärnshammare och masugn, och sedermera även spiksmedja.
Under början av 1800-talet ägdes bruket av Carl Henric Barchæus, vars dotter Hedvig ärvde bruket. Hon gifte sig med majoren friherre Carl Fredrik Taube af Odenkat, och deras äldste son, Bernhard Taube af Odenkat blev sedermera disponent där.
I mitten av 1800-talet blev järnhanteringen olönsam på grund av konkurrens från gruvorna i Bergslagen, och verksamheten drogs ned. År 1875 påbörjades i stället en sågverksrörelse, vilken snart blev huvudverksamheten. Masugnen revs 1897–1898, medan hammarsmedjan drevs vidare till 1916.
År 1897 såldes Orrefors Bruk med stort skogsinnehav till J.A. Samuelsson i Linköping. Erik Leonard Widlund anställdes 1897 för att starta ett glasbruk på platsen, så att man kunde utnyttja tillgången på spillved från sågverket. Glasblåsare ifrån närbelägna Kosta glasbruk anställdes. Efter att hytta, sliperi och bostäder byggts, började 1898 tillverkning i tre verkstäder av tekniskt och medicinskt glas och i tre andra verkstäder tillverkning av serviser och hushållsglas i sodaglas. Fönsterglashytta startades 1899. Produktionen var från början likartad den vid andra glasbruk, men man provade också att utveckla tillverkningen av glas med mönster i färger.

## Början och mitten av 1900-talet
År 1913 började en ny era för bruket, efter det att konsul Johan Ekman från Göteborg förvärvade Orrefors. Albert Ahlin tillsattes som chef för glasbruket 1914 och man började med tillverkning av kristallglas. Under den första tiden formgavs glasen av glasblåsarmästare Knut Bergqvist 1914–1928, glasmålare Heinrich Wollman 1914–1923, slipare och gravör Gustav Abels 1915–1959, konstnär Eva Jancke-Björk 1915–1917 och glasblåsarmästare Fritz Blomqvist 1915–1917.
År 1916 anställde Orrefors konstnären Simon Gate och ett år senare anslöt konstnären Edward Hald. De båda konstnärerna formgav både konstglas och bruksglas på Orrefors och tillsammans med mästarglasblåsaren Knut Bergqvist experimenterade Hald och Gate med överfångsglas, resultatet blev det s.k. graalglaset (graal från latin gradalis som betyder pokal).
Orrefors presenterade sitt nya graverade glas för den svenska publiken på konst- och industriutställningen i Göteborg 1923, men det internationella genombrottet för Orrefors glasbruk kom på världsutställningen i Paris 1925. I Storbritannien myntades begreppet "Swedish grace"  som den svenska varianten av art déco. Under disponent Harald Danius ledning utökades konstnärskretsen 1928 med dekoratören Vicke Lindstrand vilket innebar en förnyelse i formspråket. Fram till världsutställningen i Paris 1937 anställdes också Edvin Öhrström (1936). Sven Palmqvist, som arbetat vid glasbruket sedan 1928, steg fram som konstnär och John Selbing gjorde bildmaterialet till Orrefors katalog.
Under tiden före andra världskriget bodde och arbetade flera konstnärer vid Orrefors: Simon Gate, Edward Hald, Vicke Lindstrand, Edvin Öhrström, Nils Landberg och Sven Palmqvist.

## De sista årtiondena
I anslutning till glasbruket hade Riksglasskolan sina lokaler från 1979. I december 2010 flyttade Riksglasskolan hela sin verksamhet till Orrefors glasbruk och lämnade då sina tidigare lokaler. År 2014 flyttade Riksglasskolan från Orrefors till Pukeberg glasbruk.
År 1990 köptes Orrefors av Orrefors Kosta Boda AB, vilket från 1997 ingick i Royal Scandinavia A/S.
I november 2010 presenterade Orrefors samarbetet med modeskaparen Karl Lagerfeld. Första kollektionen lanserades 2011 under namnet "Orrefors by Karl Lagerfeld".
Den 2 oktober 2012 gavs besked att Orrefors glasbruk skulle stängas, vilket skedde den 12 juli 2013, varvid 130 anställda sades upp.
Orrefors glas tillverkas idag i Kosta.

## Efter nedläggningen
Fabrikslokalerna hyrs av företaget Royal Design. Orrefors bruksmuseum är öppet under sommaren.

## Patent
- Drejning av glas (Pat 102 121) E Öhrström 1937
- Skärmar i lampor (Pat 104 681) F W A Kurz 1939
- Glas med nedsatt genomsynlighet och god ljusbrytning (Pat 123 583) F W A Kurz 1942
- Förfarande vid framställning av glasföremål (Pat 134 894) S E R Palmqvist 1943
- Centrifugeringsmaskin (Pat 133 629) S E R Palmqvist 1946
- Fotoetsning (Pat 136 565) J A E Selbing 1947
- Metod vid framställning av mönstrade föremål (Pat 166 467) E I M Gustafsson 1954
- Anordning vid centrifugering (Pat 192 739) S E R Palmqvist 1959
- Metod för framställning av konstnärliga föremål av glas (Pat 217 571) J B L Magnusson 1960
- Metod vid tillverkning av glasföremål med tjock botten (Pat 300 872) E I M Gustafsson 1965
- Metod för framställning av med kvalitet utbildade glasföremål (Pat 301 033) S E R Palmqvist 1963
- Värmeisolerande platta för ugn (Pat 9203443-8) K Åkesson 1992
- Glasföremål med emaljbild (Pat 9801627-) Per Sundberg 1998

## Produkter (urval)

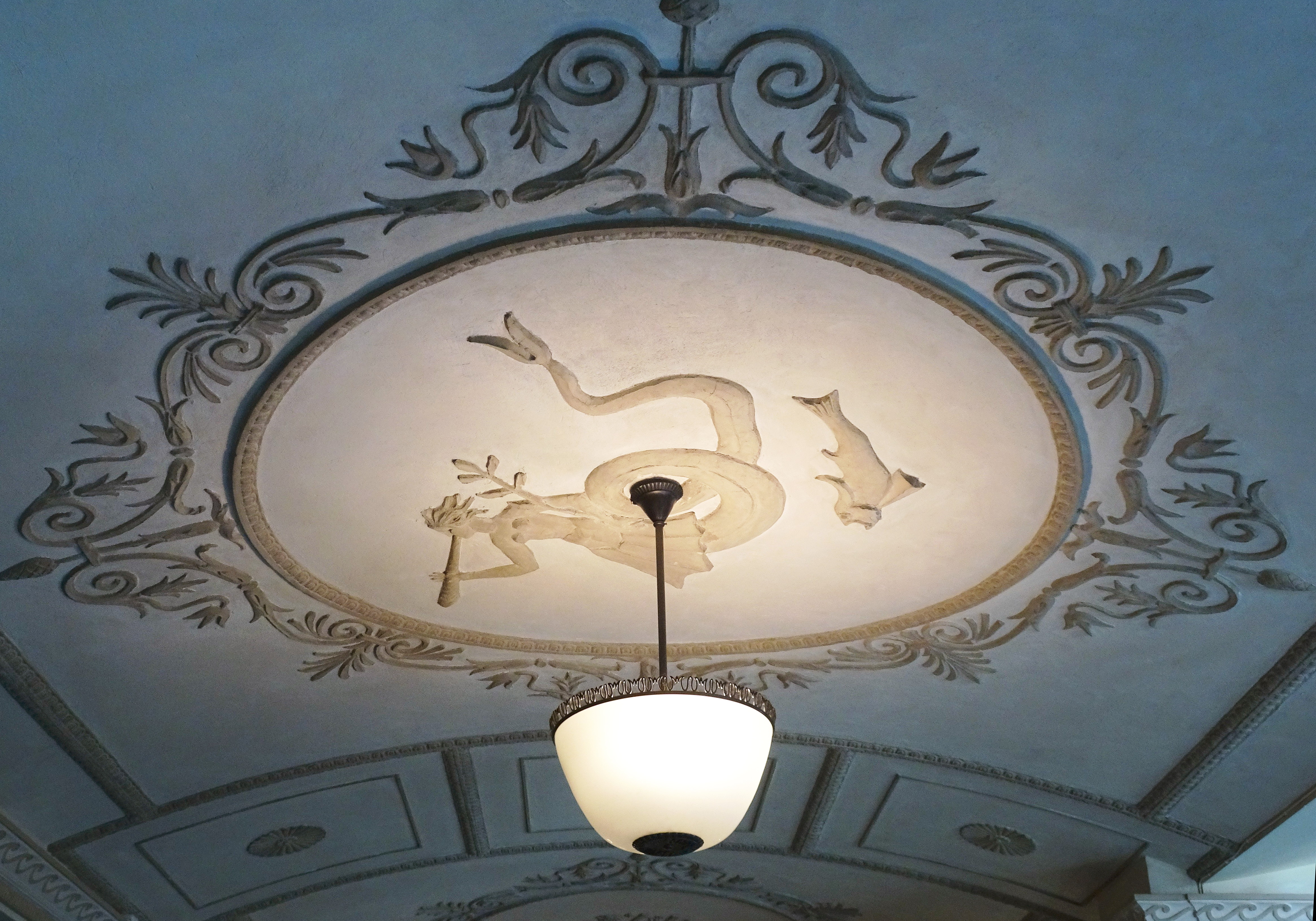
Stockholms konserthus, takarmatur formgiven av Simon Gate och Edward Hald, 1920-tal.
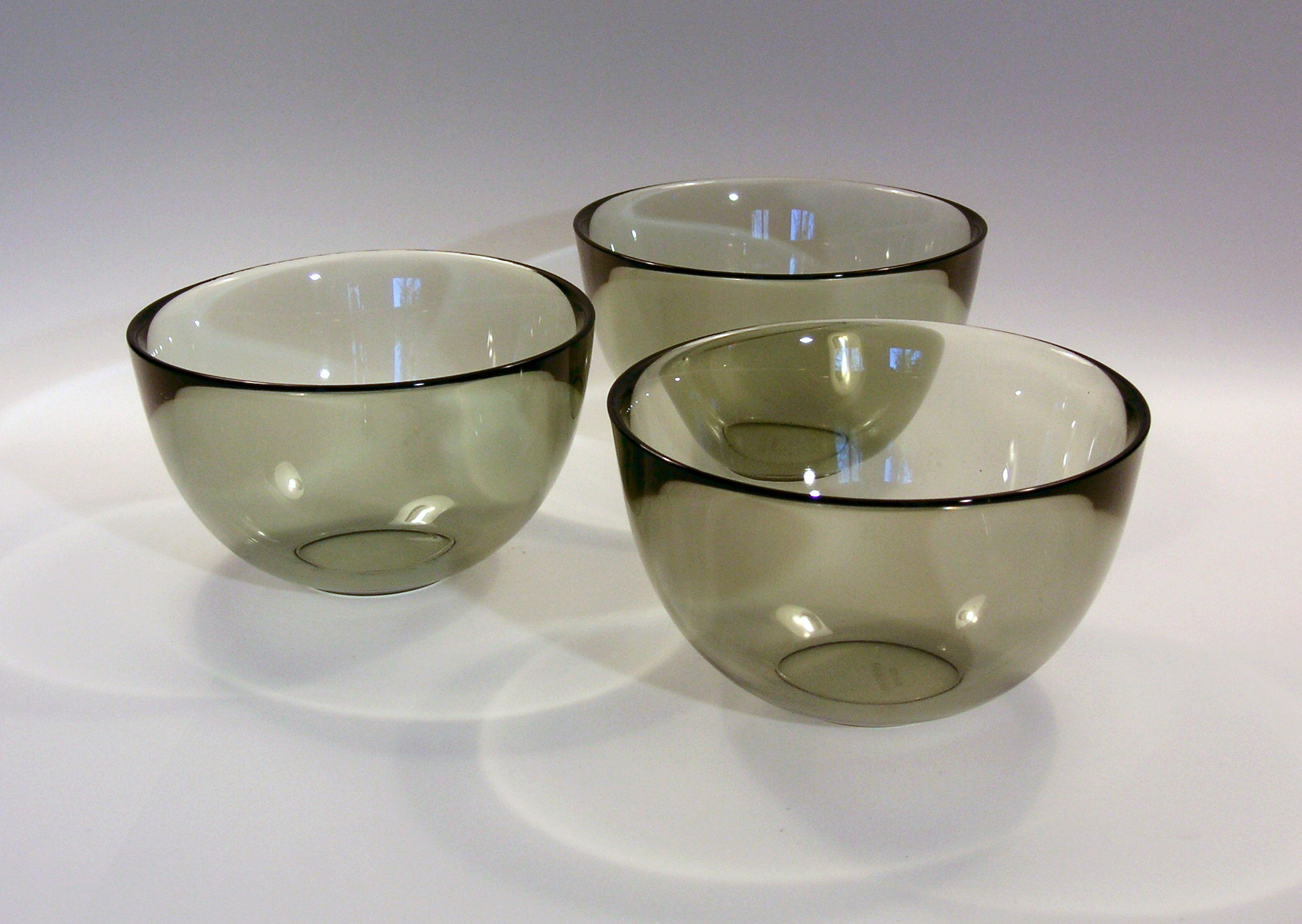
Sven Palmqvists "Fuga"
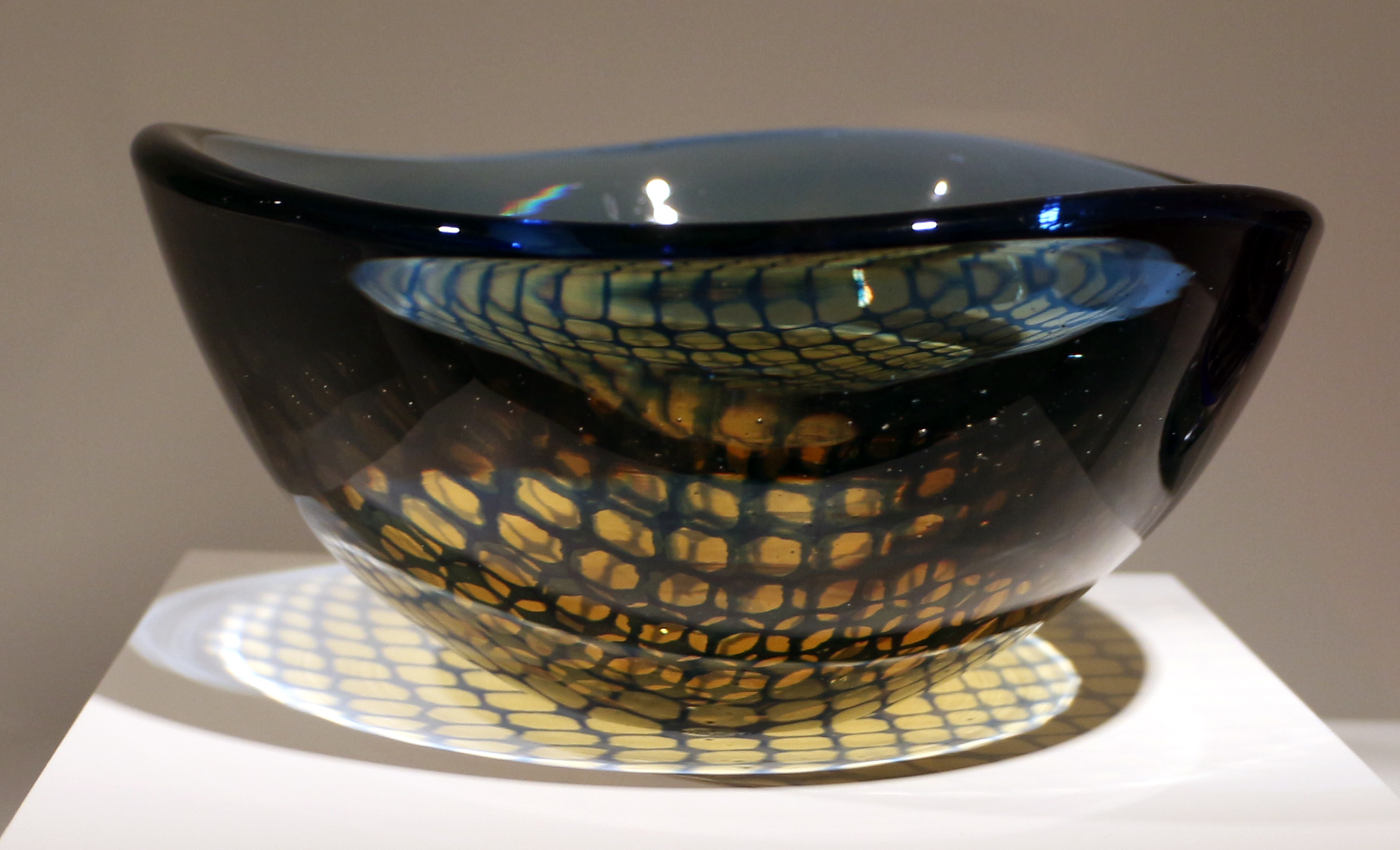
Sven Palmqvists "Bacinella"
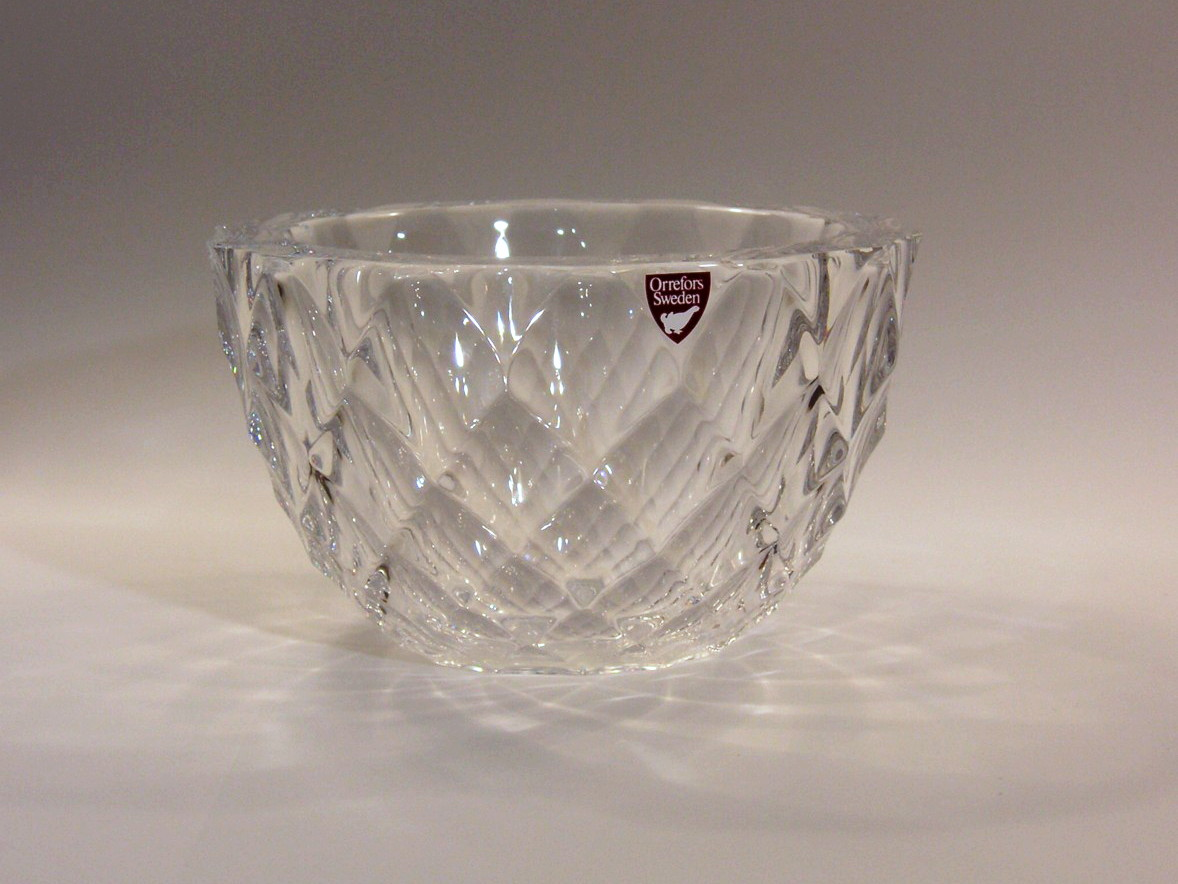
Skål i kristallglas från Orrefors
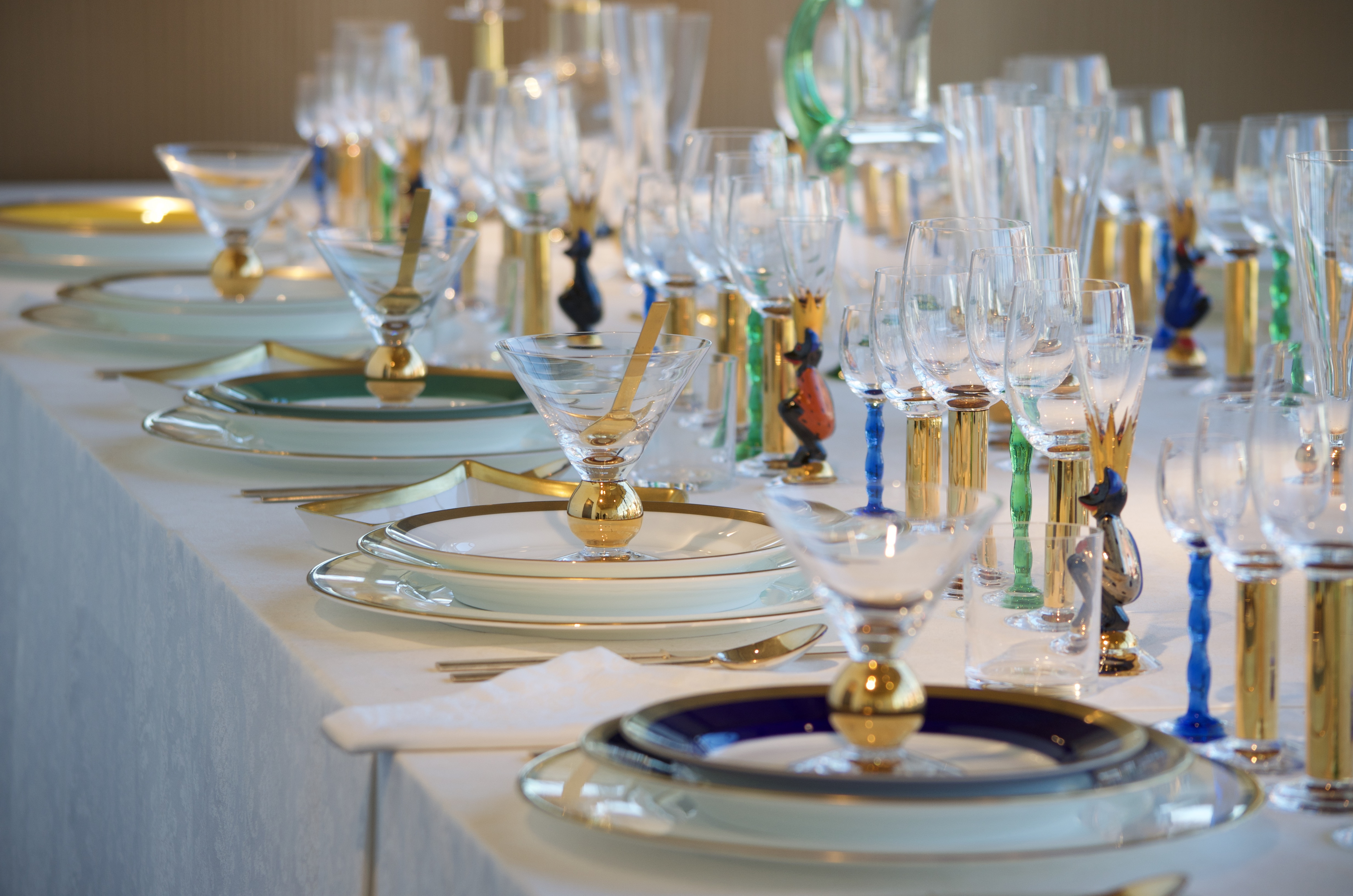
Kristallglasen i Nobelservisen av Gunnar Cyrén

## Tekniker från Orrefors
- Graalteknik 1916–1982
- Mykene 1936– (variation av graalteknik)
- Fiskgraal 1936–
- Ariel 1937–1982 (utvecklad ur graalteknik)
- Slipgraal 1938–
- Kraka 1944–1986 (graalteknik i spetsornament)
- Ravenna 1948–1989
- Fotoetsning 1949– (svenskt patent 1949)
- Fuga 1954– (världspatent från mitten av 1940-talet)

## Mästare vid Orrefors

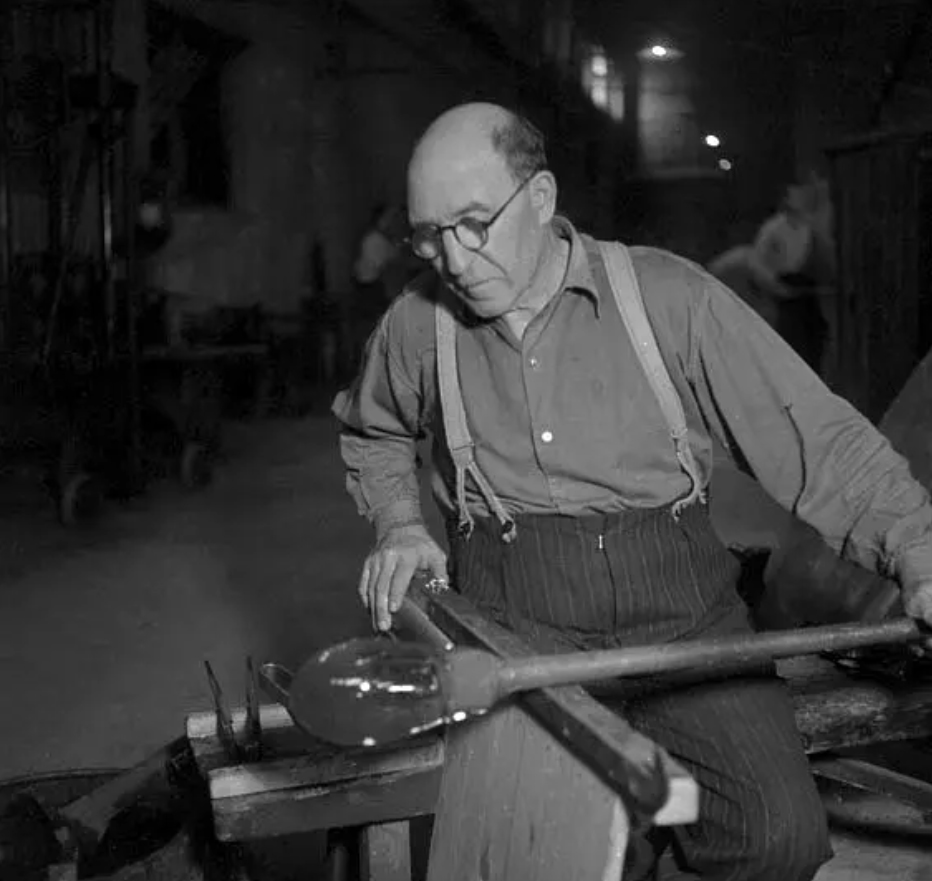
Gustaf Bergqvist, Orrefors glasbruk ca 1940-41

- Knut Bergqvist  1914-1929
- Gustaf Bergqvist från 1916

## Formgivare vid Orrefors

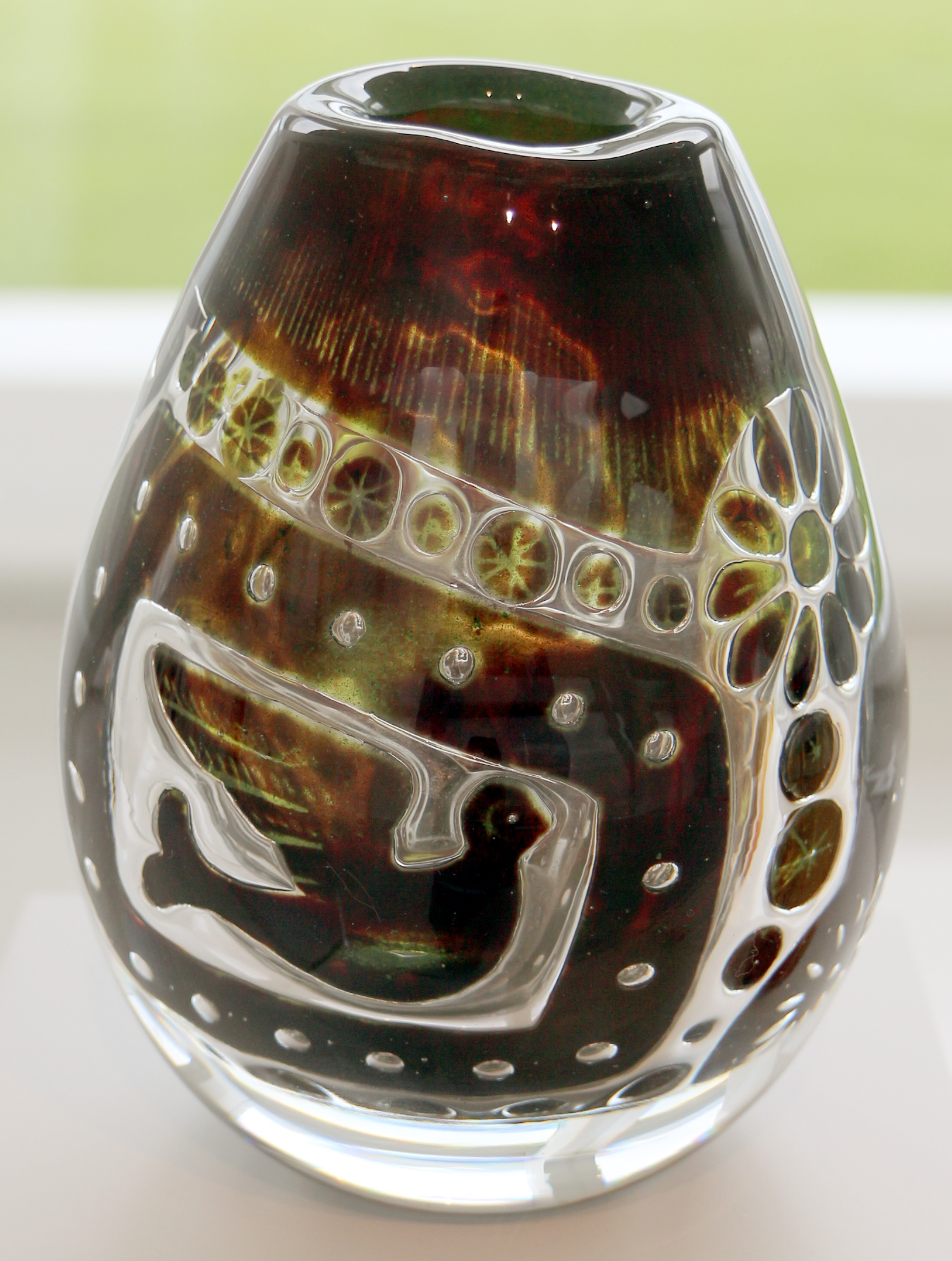
Edvin Öhrströms "Vaso", 1957.

- Knut Bergqvist 1914–1929
- Heinrich Wollman 1914–1923
- Gustav Abels 1915–1959
- Eva Jancke-Björk 1915–1917
- Fritz Blomqvist 1915–1917
- Simon Gate 1916–1945
- Edward Hald 1917–1978
- Nils Landberg 1925–1972
- John Selbing 1927–1973
- Vicke Lindstrand 1928–1940
- Sven Palmqvist 1928–1971
- Flory Gate 1930
- Edvin Öhrström 1936–1958
- Fritz Kurz 1940–1946
- Carl Fagerlund 1946–1980
- Ingeborg Lundin 1947–1971
- Gunnar Cyrén 1959–1970, 1976–
- Jan Johansson 1969–
- Börge Lindau 1970-tal
- Bo Lindekrantz 1970-tal
- Petr Mandl 1970-tal
- Styrbjörn Engström 1970
- Olle Alberius 1971–1993
- Henning Koppel 1971–1981
- Rolf Nilsson 1971–1972
- Lars Hellsten 1972–
- Eva Englund 1974–1990
- Wiktor Bernt 1975–1979
- Owe Elven 1975–1978
- Berit Johansson 1979–1983
- Arne Branzell 1980–1982
- Anette Krahner 1980–1981
- Erika Lagerbielke 1982–
- Anne Nilsson 1982–2005
- Klas-Göran Tinbäck 1982–1983
- Mats Borgström 1984–1990
- Helén Krantz 1988–2005
- Vivianne Karlsson 1989–1983
- Lena Bergström 1994–
- Per B Sundberg 1994–
- Martti Rytkönen 1994–
- Per B Sundberg 1994–
- Ingegerd Råman 1999–
- Karl Lagerfeld 2010–